# يوفال رون
يوفال رون هو ملحن وموسيقي إسرائيلي، ولد في القرن العشرين في إسرائيل.

## وصلات خارجية
- يوفال رون على موقع IMDb (الإنجليزية)
- يوفال رون على موقع ميوزك برينز (الإنجليزية)
- يوفال رون على موقع أول ميوزيك (الإنجليزية)
- يوفال رون على موقع أول ميوزيك (الإنجليزية)
- يوفال رون على موقع ديسكوغز (الإنجليزية)
- يوفال رون على موقع قاعدة بيانات الفيلم (الإنجليزية)